# Bel Antonio
Bel Antonio (Originaltitel: Il bell’Antonio) ist ein Spielfilm mit Marcello Mastroianni und Claudia Cardinale. Er wurde 1960 von Mauro Bolognini inszeniert. Am Drehbuch hatte Pier Paolo Pasolini mitgeschrieben; es entstand nach dem Roman von Vitaliano Brancati, der sich in der faschistischen Ära abspielte und dessen Handlung man in die zeitgenössische Gegenwart verlegte.

## Handlung
Der gutaussehende Antonio kehrt nach wenigen Jahren in Rom zu seinen Eltern im sizilianischen Catania zurück. Aus der Hauptstadt eilt ihm der Ruf nach, enorm viele Frauen gehabt zu haben, sie hätten „wie Katzen an seiner Türe gejault“. Seine wohlhabenden Eltern möchten ihn mit der ihm noch unbekannten Barbara vermählen, was er zunächst zurückweist. Als er ihr Foto sieht, verliebt er sich und erklärt seine Heiratsbereitschaft, noch bevor er ihr begegnet ist.
Die pompöse Hochzeit der beiden schönen jungen Leute ist ein Stadtereignis. Antonio zieht mit Barbara auf einen weitläufigen Orangenhain, den ihm sein Vater überlassen hat. Nach drei Monaten lässt sich Barbara vom Dienstmädchen erklären, wie man eigentlich Kinder macht. Ein Jahr nach der Eheschließung sucht Barbaras Vater Antonios Vater auf und beschwert sich, dass Barbara noch immer unberührt ist. Ihre Familie erreicht die Zustimmung des Erzbischofs zu einer Annullierung der Ehe, weil sie nicht vollzogen worden ist. Weil Barbara unverzüglich einen steinreichen Herzog heiratet, hegt Antonios Familie den Verdacht, ihre Familie sei hinter dessen Geld her. Seinem Vetter vertraut Antonio an, dass er in Rom eifrig Huren besucht hätte, doch als er sich in ein Mädchen ernsthaft verliebt habe, habe er körperliche Liebe nicht ertragen. Dasselbe sei ihm bei Barbara passiert, die er immer noch liebt. Das Dienstmädchen seiner Eltern erweist sich als schwanger – dank, wie die Eltern annehmen, Antonio, was sie zur Rettung der Familienehre stolz in die Stadt hinausrufen. Antonio bleibt betrübt: Es bleibt ihm verwehrt, seine große Liebe Barbara nach seiner Fasson zu lieben.

## Kritiken 1965
Zwar hatte der film-dienst für die Romanvorlage viel Lob übrig, die das „in Sizilien übersteigerte, aus vorchristlicher Zeit bis heute erhalten gebliebene Ehrgefühl“ thematisiert. Doch schon Pasolinis Szenario gehe „eine Stufe unter das Niveau des Romans, indem der Dialog übersteigerte Züge modernen Bauerntheaters bekam.“ Eine weitere Stufe tiefer agiere Bolognini, der gelegentlich ins Peinlich-Possenhafte entgleite. Zwar komme die Figur Antonio „durch Mastroiannis hervorragendes Einfühlungsvermögen trotzdem noch zur Wirkung,“ und Cardinale zeige eine große Begabung. Der Film des „optisch verspielten“ Bolognini könne „ - vor allem durch die ansprechende Kameraleistung - als Regie-Talentprobe in allzu verschiedenen Stilen durchaus bestehen und wird gewiß auch manchen Filmfreund blenden.“ Doch die Form der „komischen Tragödie“ lasse unzufrieden, die Erzählung vermittle weder die psychischen und geistigen Zusammenhänge noch die Beweggründe der Protagonisten. „Der Handlungsinhalt des Films betont zu stark das Komisch-Groteske der Wirklichkeit zur banalen Fatalität und effektvollen Kolportage hin und trifft daher nicht mehr den überlagerten melancholischen Ernst und die natürliche Ironie der Vorlage Brancatis.“
Die Filmkritik urteilte, das sei kein makelloser Film: „Der Held aller seiner Filme ist der Mann, der die Frauen nur nach Müttern, Heiligen und Huren zu unterscheiden vermag (…) Bolognigis Versagen, wohl in seiner mangelnden Distanz zum eigenen Ich begründet, ist es indes, seinen Helden imgrunde nie als geworden, sondern – um diese prekäre Vokabel hier einmal bewußt zu gebrauchen – als geworfen anzusehn. (…) die soziale Landschaft und der historische Augenblick zählen für Bolognini nicht (…) Alles ist für ihn nur optischer Beleg für die seelische Verfassung des Helden, nie Teil einer überprüfbaren Realität.“ Davon sei Bel Antonio insofern eine Ausnahme, weil Bolognini für einmal immerhin die Bilder mit Sinn zu füllen verstehe, auch wenn er nach wie vor in keiner einzigen Einstellung aufs schön gestaltete Bild verzichte. Die Qualität des Werks liege in seinem Angriff einer „ganzen totalitär männlichen Gesellschaft“.